# Marie Taglioni

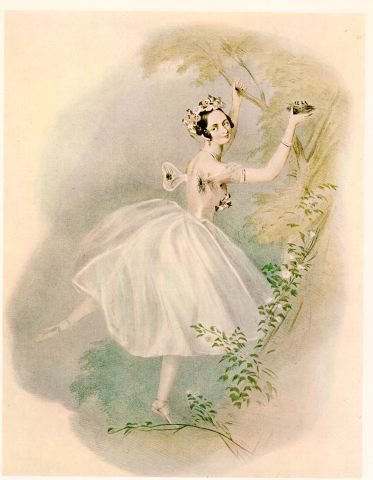
Marie Taglioni i Sylfiden. Litografi från 1832

Marie Taglioni, egentligen Mariana Sophie Taglioni, född 23 april 1804 i Stockholm, död 24 april 1884 i Marseille, var en italiensk ballerina. Hon brukar ses som den första tåspetsdansaren, och utvecklade den första modellen av tåskor.

## Biografi

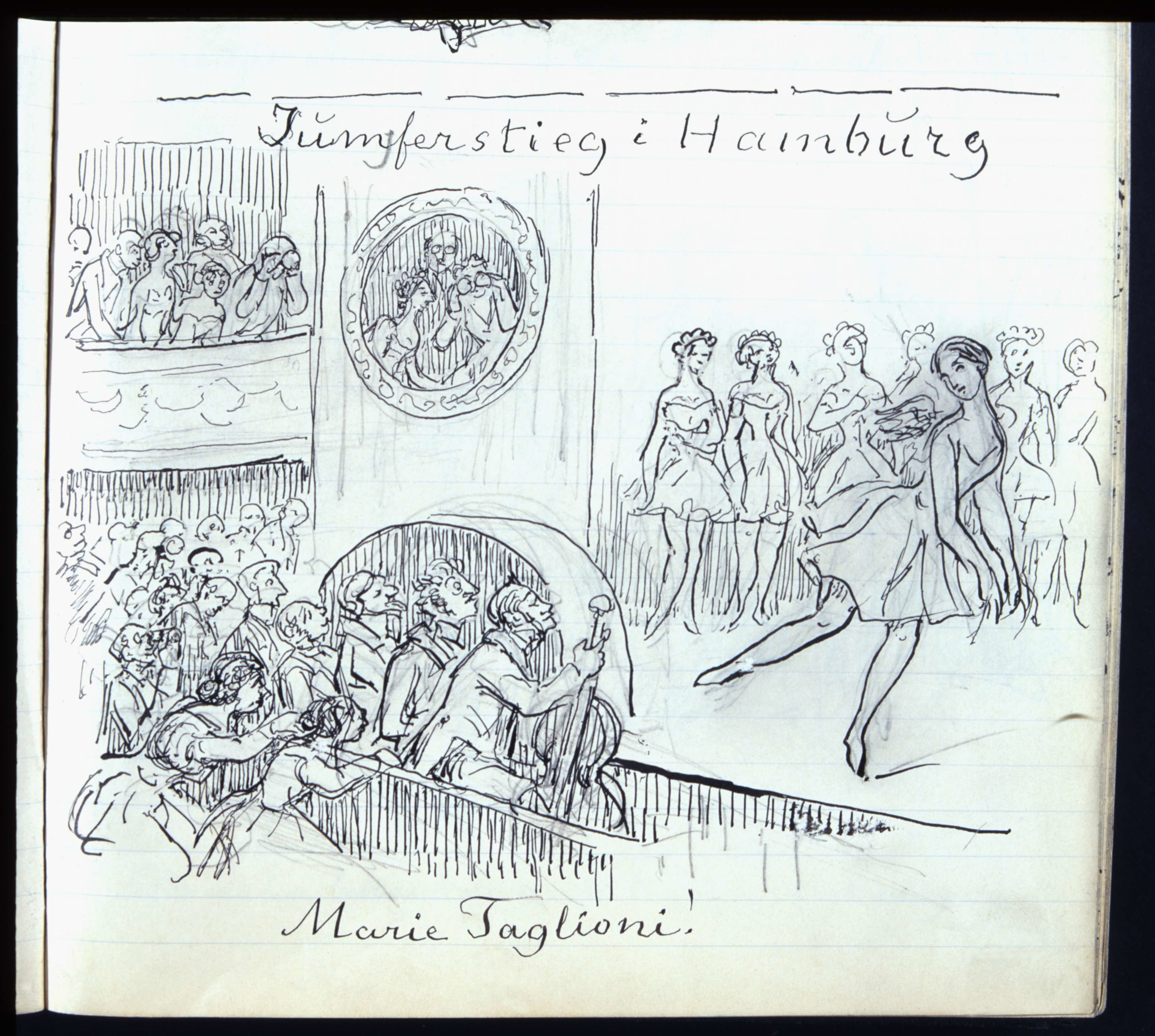
Marie Taglioni uppträder i Hamburg, 1840 eller 1841. Tuschteckning av Fritz von Dardel.

Taglioni var dotter till dansaren och koreografen Filippo Taglioni och dansösen Sophie Karsten samt dotterdotter till operasångarna Christopher Christian Karsten och Sophie Stebnowska, verksamma vid Kungliga Operan i Stockholm. Hon gifte sig 1835 med den franske greven Jean Pierre Victor Alfred Gilbert de Voisins.
Marie Taglioni, som anses vara den romantiska balettens främsta ballerina, debuterade 1822 och fick sitt stora genombrott i faderns balett Sylfiden som sattes upp i Paris 1832. Sylfiden skapades för att visa upp Marie Taglionis talang, bland annat inom en pointe-dans som gav illusionen att  sylfiden hon gestaltade svävade fram över golvet. Taglioni lämnade Paris operabalett 1837 för en treårsanställning vid Mariinskijbaletten i Sankt Petersburg. Taglioni vann publikens gunst, inte minst i Perrots Pas de Quatre 1845.
Hon drog sig tillbaka från balettscenen 1847. När Paris operabalett omorganiserades och fick en mer professionell inriktning fanns hon med som rådgivare. Marie Taglioni koreograferade en balett, Le Papillon (1860), för sin elev Emma Livry.
Marie Taglioni anses vara den största ballerinan under den romantiska eran.

## Utmärkelser
Nedslagskratern Taglioni på planeten Venus är uppkallad efter henne.